# Intrigue à Suez
Pour plus de détails, voir Fiche technique et Distribution.
Intrigue à Suez (Un colpo da mille miliardi) est un film d'espionnage fantastique franco-hispano-italien réalisé par Paolo Heusch et sorti en 1966.

## Fiche technique
Sauf indication contraire, les informations mentionnées dans cette section peuvent être confirmées par la base de données cinématographiques IMDb,  présente dans la section « Liens externes ».
- Titre français : Intrigue à Suez ou Une affaire de mille millards[1]
- Titre original italien : Un colpo da mille miliardi[2]
- Titre espagnol : Un golpe de mil millones
- Réalisation : Paolo Heusch
- Scénario : Fulvio Gicca Palli, José Luis Jerez Aloza, Pierre Lévy-Corti
- Photographie : Rafael Pacheco, Fausto Rossi
- Montage : Renato Cinquini (it)
- Musique : Piero Umiliani
- Décors : Demofilo Fidani, Roman Calatayud
- Costumes : Solitaire
- Trucages : Raoul Ranieri
- Production : Pier Ludovico Pavoni
- Société de production : Oceania Produzioni Internazionali Cinematografiche, Pacific Cinematografica, Atlantida Films, Les Films Corona
- Pays de production :  Italie -  France -  Espagne
- Langue originale : italien
- Format : Couleur - 2,35:1 - Son mono - 35 mm
- Durée : 96 minutes (1 h 36[2])
- Genre : Film d'espionnage fantastique[1]
- Dates de sortie :
  - Allemagne de l'Ouest : 16 décembre 1966
  - France : 12 novembre 1969
- Affiche : Giuliano Nistri (Italie)

## Distribution
- Rik Van Nutter  (VF : Jean-Pierre Duclos) : Fraser
- Marilù Tolo (VF : Perrette Pradier)  : Prinzi
- Eduardo Fajardo  (VF : Raymond Loyer) : Theopoulos
- Philippe Hersent  (VF : Jean Michaud) : Gottlieb
- José Jaspe  (VF : Georges Aminel) : Le Turc
- Massimo Pietrobon  (VF : Jacques Dechamps) : Shelby
- Jacques Stany : Jacques (vf: Georges Hubert le secrétaire
- Alberto Dalbes  (VF : Michel Gatineau) : Huber
- Richard McNamara : Richard
- Don Carlos Dunaway : Le comte
- Giancarlo Cappelli : Un agent de police
- Gino Marturano : Gino un tueur
- Mirella Pamphili : Mirella
- Tom Felleghy : le chef des services secrets
- avec les voix françaises de Henri Djanik (le médecin), Gerard Ferat (le colonel)[réf. nécessaire]

## Production
Intrigue à Suez a été tourné en Égypte, en Espagne, à Istanbul et à Rome.